# Lionychus
Lionychus es un género de coleópteros adéfagos de la familia Carabidae. Sus especies se distribuyen por el Paleártico.

## Especies
Se reconocen las siguientes:
- Lionychus albivittis Bates, 1886
- Lionychus albonotatus (Dejean, 1825)
- Lionychus anamalai Jedlicka, 1969
- Lionychus basalis Peringuey, 1896
- Lionychus beccarii Gestro, 1889
- Lionychus bivittatus Fairmaire, 1899
- Lionychus chujoi Jedlicka, 1966
- Lionychus cinctus Chaudoir, 1848
- Lionychus damarensis Kuntzen, 1919
- Lionychus fleischeri Reitter, 1908
- Lionychus himalayicus Andrewes, 1931
- Lionychus horni Dupuis, 1913
- Lionychus laetulus Peringuey, 1904
- Lionychus laosensis Jedlicka, 1966
- Lionychus marginellus Schmidt-Goebel, 1846
- Lionychus maritimus Fairmaire, 1862
- Lionychus ninini Marion, 1989
- Lionychus orientalis K.Daniel, 1901
- Lionychus planus Mateu, 1978
- Lionychus quadrillum (Duftschmid, 1812)
- Lionychus sturmii (Gene, 1836)